# ويليغتون روبسون بينا دي أوليفيرا
ويليغتون روبسون بينا دي أوليفيرا (بالبرتغالية: Weligton Robson Pena de Oliveira) (مواليد 26 أغسطس 1979 في فيرناندوبوليس - البرازيل) لاعب كرة قدم برازيلي يلعب حاليا لصالح نادي الدرجة الأولى مالقا الإسباني منذ 2007 في مركز قلب الدفاع .

## روابط خارجية
- ويليغتون روبسون بينا دي أوليفيرا على موقع الاتحاد الأوربي (الإنجليزية)
- ويليغتون روبسون بينا دي أوليفيرا على موقع قاعدة بيانات كرة القدم.إي يو (الإنجليزية)
- ويليغتون روبسون بينا دي أوليفيرا على موقع Soccerway.com (الإنجليزية)
- ويليغتون روبسون بينا دي أوليفيرا على موقع عالم كرة القدم.نت (الإنجليزية)
- ويليغتون روبسون بينا دي أوليفيرا على موقع AS.com (الإسبانية)